# Arábia (filme)
Arábia é um filme de drama brasileiro de 2017 dirigido por Affonso Uchôa e João Dumans. Protagonizado por Murilo Caliari, Aristides de Sousa e Renan Rovida e baseado no conto homônimo de James Joyce, Araby, o filme segue a história de um jovem que encontra o diário de um metalúrgico, revisitando suas memórias. Estreou no país de origem em 5 de abril de 2018 e foi exibido em diversos festivais, como no Festival Internacional de Cinema de Roterdã, Festival Internacional de Cinema de Cartagena e Festival Internacional de Cinema da Flandres-Gante.

## Elenco
- Murilo Caliari como André
- Aristides de Sousa como Cristiano
- Renan Rovida como Renan
- Gláucia Vandeveld como Márcia
- Renata Cabral como Ana
- José Maria Amorim como Barreto
- Katia Aracelle como Dona Olga
- Adriano Araújo como Cascão
- Anna Campos como Jéssica
- Osvaldo Pires de Lima como Osvaldo do Violão
- Carlos Francisco como Antônio Carlos
- Débora Guimarães como Edilene
- Marcos Jamanta como Caminhoneiro
- Gabriela Luiza como Bia
- Janaína Morse como Dona Conceição

## Prêmios e indicações
| Ano  | Prêmio/Festival                                               | Categoria                                                | Resultado |
| ---- | ------------------------------------------------------------- | -------------------------------------------------------- | --------- |
| 2017 | Festival de Brasília                                          | Melhor filme                                             | Venceu    |
| 2017 | Festival de Brasília                                          | Melhor ator (Aristides de Sousa)                         | Venceu    |
| 2017 | Festival de Brasília                                          | Melhor trilha sonora (Francisco César)                   | Venceu    |
| 2017 | Festival de Brasília                                          | Melhor edição (Luiz Pretti e Rodrigo Lima)               | Venceu    |
| 2017 | Festival Internacional de Cinema Independente de Buenos Aires | Melhor filme                                             | Indicado  |
| 2017 | Festival Internacional de Cinema Independente de Buenos Aires | Menção especial                                          | Venceu    |
| 2017 | Festival Internacional de Cinema de Cartagena                 | Melhor filme                                             | Indicado  |
| 2017 | Festival Internacional de Cinema de Erevan                    | Damasco de Ouro                                          | Indicado  |
| 2017 | Festival Internacional de Cinema de Erevan                    | Damasco de Prata                                         | Venceu    |
| 2017 | Festival de Cinema de Hamburgo                                | Prêmio da Crítica                                        | Indicado  |
| 2017 | IndieLisboa                                                   | Grande Prêmio                                            | Indicado  |
| 2017 | IndieLisboa                                                   | Prêmio do Júri                                           | Venceu    |
| 2017 | Festival Internacional de Cinema de Liubliana                 | Menção especial                                          | Venceu    |
| 2017 | Film fra sør                                                  | Espelho de Prata                                         | Venceu    |
| 2017 | Festival Internacional de Cinema de Roterdã                   | Tigre de Ouro                                            | Venceu    |
| 2017 | Festival Internacional de Cinema de San Sebastián             | Prêmio Horizontes                                        | Indicado  |
| 2018 | Troféu APCA                                                   | Melhor filme                                             | Venceu    |
| 2019 | Prêmio Guarani                                                | Filme do ano                                             | Venceu    |
| 2019 | Prêmio Guarani                                                | Melhor direção (Affonso Uchôa e João Dumans)             | Venceu    |
| 2019 | Prêmio Guarani                                                | Melhor ator (Aristides de Sousa)                         | Indicado  |
| 2019 | Prêmio Guarani                                                | Melhor fotografia (Leonardo Feliciano)                   | Indicado  |
| 2019 | Prêmio Guarani                                                | Melhor edição (Luiz Pretti e Rodrigo Lima)               | Indicado  |
| 2019 | Prêmio Guarani                                                | Melhor roteiro adaptado (Affonso Uchôa e João Dumans)    | Venceu    |
| 2019 | Prêmio Guarani                                                | Melhor edição de som (Gustavo Fiorovante e Pedro Durães) | Indicado  |
| 2019 | Festival Sesc de São Paulo                                    | Melhor filme                                             | Venceu    |
| 2019 | Festival Sesc de São Paulo                                    | Melhor diretor (Affonso Uchôa e João Dumans)             | Venceu    |
| 2019 | Festival Sesc de São Paulo                                    | Melhor ator (Aristides de Sousa)                         | Venceu    |